# Olchówka
Olchówka is een dorp in het Poolse woiwodschap Podlachië, in het district Hajnowski, en telt 210 inwoners.